# Marco Antonio Campos (poeta)
Marco Antonio Francisco Campos Álvarez Tostado (Ciudad de México, 23 de febrero de 1949), nombre completo del escritor, es un cronista, ensayista, narrador, poeta y traductor. Estudió Leyes en la Facultad de Derecho de la Universidad Nacional Autónoma de México. 

## Trayectoria
Fue miembro del Taller de Poesía de Juan Bañuelos en la misma Universidad. Impartió clases de narrativa y poesía mexicana y latinoamericana y de literatura griega en la Universidad Iberoamericana (1976-1983). 
Fue lector huésped en el Instituto de Romanística de la Universidad de Salzburgo (1988-1989) y en la Universidad de Viena, Austria (1989-1991). Profesor huésped en la Universidad Brigham Young, de Provo, Utah, en los Estados Unidos (1991); en la Universidad de Buenos Aires y en la Universidad Nacional de La Plata, en Argentina (1992) y en la Universidad Hebrea de Jerusalén (2003). 
Se desempeñó como editor de la revista Punto de Partida, en la Dirección de Difusión Cultural de la UNAM (1973-1979); jefe del Departamento de Talleres, Conferencias y Publicaciones Estudiantiles de la Dirección de Difusión Cultural de la UNAM (1981-1986); director de Literatura (1986-1988) y comisionado en la Escuela de San Antonio, Texas, para organizar el Congreso de Poetas Chicanos y Profesores de Literatura Mexicanos y Estadounidenses, y el de Crítica Literaria (1987); director del Periódico de Poesía (1993-1996); Coordinador del Programa Editorial de la Coordinación de Humanidades de la UNAM (1997-2000). Desde 1996 es investigador del Centro de Estudios Literarios del Instituto de Investigaciones Filológicas de la UNAM (especialista en siglo XIX mexicano); director de la colección Poemas y Ensayos del Programa Editorial de la Coordinación de Humanidades, de la UNAM, desde 2002; miembro de la Academia Mallarmé, de Francia, desde 2005 y miembro del Seminario de Cultura Mexicana, desde 1999; y, principal organizador del Encuentro de Poetas del Mundo Latino, el más importante en su género en México, que se realiza anualmente desde 1999. 
Es reconocido como uno de los mejores poetas de México y también como difusor cultural. La editorial Visor Libros México lanza como primer número de su colección de poesía su libro Dime dónde, en qué país, junto a los poemarios de los premios Nobel de Literatura Wisława Szymborska y Tomas Tranströmer en 2017. 
Como parte del V Festival de Poesía Contemporánea, celebrado en San Cristóbal de las Casas, Chiapas, del 30 de agosto al 2 de septiembre de 2017, Marco Antonio Campos fue homenajeado y nombrado "Visitante Distinguido".
El 8 de marzo de 2019, por propuesta del poeta Rolando Kattan, Marco Antonio Campos fue incorporado a la Academia Hondureña de la Lengua como miembro correspondiente.
El poeta fue galardonado en el Festival de Poesía de Bucarest en su edición 2019 con el Premio Anton Pann y la traducción de su libro Viernes en Jerusalén al rumano.
En octubre pasado la Fundación Cultural Puertabierta, el Seminario de Cultura Mexicana y la Secretaría de Cultura del estado de Colima, tuvieron a bien otorgar al poeta la tercera edición del Premio Juan José Arreola (2019) por su trayectoria literaria, además de homenajearlo en el marco del Festival Internacional de la Palabra. 
El poeta fue galardonado con la Medalla Bellas Artes 2022 en Literatura. La Medalla Bellas Artes, instituida en 1993, es el máximo galardón otorgado por el Instituto Nacional de Bellas Artes en los campos de Teatro, Danza, Literatura, Música y Ópera, Artes Visuales y Patrimonio. La medalla reconoce la trayectoria y la labor artística de quienes han contribuido al desarrollo, la difusión del arte, la cultura y la formación de nuevas generaciones.
Como investigador, se ha ocupado, entre otros, del estudio de la figura de Ramón López Velarde, poeta destacado del siglo pasado cuya obra lo llevó a ser considerado el "poeta nacional"; producto de esta labor es el Diccionario lopezvelardeano: "Este diccionario sigue alfabéticamente los pasos, 'las mínimas huellas y sombras' en la vida y obra de Ramón López Velarde, quizá la estrella mayor en el cielo de la poesía mexicana. Distinguir nuevas vetas, o explorar aquellas no lo suficientemente resaltadas, es la intención de Marco Antonio Campos, que traza en estas páginas un mapa donde se señalan aspectos de la vida y obra del poeta zacatecano: familia, estudios, ciudades donde vivió, sitios que frecuentaba, círculos de amistades, personajes entrañablemente afines, aficiones literarias, y, sobre todo, los variados amores, el orbe de la provincia y una poesía de acentuado misterio."
Ha traducido libros de Charles Baudelaire, Arthur Rimbaud, André Gide, Antonin Artaud, Roger Munier, Emile Nelligan, Gaston Miron, Gatien Lapointe, Paul-Marie Lapointe, Umberto Saba, Vincenzo Cardarelli, Giuseppe Ungaretti, Salvatore Quasimodo, Cesare Pavese, Emilio Coco, Georg Trakl, Reiner Kunze, Carlos Drummond de Andrade, Nuno Júdice, y en colaboración con Stefaan van den Bremt, a los poetas belgas Miriam Van hee, Roland Jooris, Luuk Gruwez, André Doms y Marc Dugardin.
En mayo de 2023, en sesión de la Junta de Gobierno, fue aprobado por unanimidad como Académico Correspondiente, en Sevilla, de la Real Academia Hispanoamericana de Cádiz.
Se le otorgó el Premio Universidad Nacional 2023, en el campo de "Creación artística y extensión de la cultura", en reconocimiento a su sobresaliente trayectoria y a su esfuerzo y dedicación.
En 2023 la BUAP, en conjunto con la Universidad de Colima, creó la Cátedra Internacional de Poesía Marco Antonio Campos en reconocimiento a la intensa labor del poeta, crítico literario y promotor cultural.
Marco Antonio Campos posee una fructífera trayectoria literaria, destacando sobre todo como poeta, y por ello ha recibido numerosos premios y el reconocimiento de colegas, críticos, así como de diversas instituciones. En marzo de 2025, durante la realización de la Feria Internacional del Libro de Coyoacán (FILCO), ésta, en su calidad de organización cultural local, le otorgó la Presea al Mérito Poético "José Juan Tablada" 2025 por considerarlo "una voz funadamental de la poesía en nuestra lengua".

## Obras
"Los hermanos Van Gogh en el Cementerio de Auvers-Sur-Oise"
Es una tarde de sábado de octubre. Ha dejado de llover pero el cielo es gris y anubarrado. En todo el cementerio hay flores. No recuerdo un cementerio con tantas flores.
     Aquí vino Théo a acompañarlo el 29 de julio de 1889. Desde entonces Théo empezó a suicidarse, y como a Vicent, empezó a suicidarlo la sociedad. Crecieron como espejos dobles: cuando Vicent se veía, veía a Théo, y cuando Théo se veía, veía a Vicent, o cuando se veía cada uno aparecían los dos de medio perfil haciendo un rostro. Cuando murió Vicent, la figura de Théo empezó a desdibujarse en el espejo y empezaron a dejarse de encontrar: los rasgos fueron luego deformándose, volviéndose lívidos, y unos meses más tarde terminaron por desaparecer.

     Ahora yacen juntos. Quizá bajo tierra aún conversen o hayan descubierto nuevas formas de carteo y de mensajes en clave.

"En el diván"
--¿Pero qué ha hecho usted con sus sueños?, preguntó con perplejidad el psicoanalista después de corroborar que el paciente no recordaba una sola imagen de ellos.
--Los enterré. No sé dónde. No quise que los sueños fueran la prolongación de una vida desdichada.
("El señor Mozart y un tren de brevedades", Ficticia, 2018, p. 34).

Casi todos los textos, incluidos en esta edición, quisieron ser recuerdos personales donde se trazara un mínimo retrato de la persona y hubiera también el reconocimiento de una deuda de gratitud.
Algo dentro de lo elegiaco de estas páginas me enorgullece: el número de buenos amigos que en el decurso de una ya larga vida he llegado a tener.